# Nagycsaládosok Országos Egyesülete
A Nagycsaládosok Országos Egyesülete (rövidítése: NOE) a családosok érdekeinek védelmére, a család és a nagycsalád értékeinek népszerűsítésére, a népességfogyás trendjének visszafordítására alakult, pártoktól, felekezetektől, ideológiáktól független magyar nonprofit szervezet.

## Székhelye
1056 Budapest, Március 15. tér 8.

## Története
1987. október 24-én alakult. 1997-ben csatlakozott a Kárpát-medencei Családszervezetek Szövetségéhez. 1998. január 1-jén kiemelten közhasznú minősítést kapott.
Vezetői közül 2010 és 2016 között főtitkára, 2016 és 2024 között elnöke volt az egyesületnek Kardosné Gyurkó Kata(lin), aki 2024-től miniszteri biztosi feladatkört kapott.

## Jelszava
Nagycsaládban élni jó!

## Díjai, elismerései
- Magyar örökség-díj (2007),
- Emberség díj (2008),
- Esélyteremtésért díj (2016),
- IFFD Családi Díj (2018),
- Európai Polgár díj (2018)

## Céljai
- az élet és az anyaság tiszteletére nevelés
- a házasságért és a jövő generációért érzett felelősség erősítése
- a nagycsaládok sajátos érdekeinek képviselete és szolgálata
- a nagycsaládok egymást ismerő és segítő közösségekké szervezése

## Tagjai
A NOE tagjai azok lehetnek, akik háztartásukban legalább három gyermeket nevelnek vagy neveltek fel, az egyesület céljaival és feladataival egyetértenek, és lehetőségeik szerint részt vesznek azok megvalósításában. Háromnál kevesebb gyermek esetén pártoló taggá válhat valaki.
A NOE tagkártyához számos, több kedvezményt biztosító elfogadóhely kapcsolódik.
Az egyesületnek közel 15.000 család a tagja, akik közvetlenül vagy tagegyesületen keresztül tartoznak a NOE-hoz.

## Szervezete
Szerte az országban több mint 250 helyi közösség tevékenykedik. Hét regionális központ működik: Felső-Duna (Győr), Közép-Magyarország (Monor), Dél-Alföld (Orosháza),  Al-Duna (Pécs), Felső-Tisza (Püspökladány), Észak (Fót), Balaton (Nyirád) . Az egyesület körében folyamatosan mintegy 1500 önkéntes dolgozik.
Az egyesület központjában többféle ingyenes tanácsadó szolgálat működik: általános jogsegély, otthonteremtés, családi és szociális ellátások, fogyasztóvédelem, gyermeknevelés.

## Jelentősebb kezdeményezései
- Családbarát önkormányzat-díj
- Tápláló Szeretet program
- Angyali Csomagküldő Szolgálat
- NagyCsaládHáz pályázat
- Adománygyűjtések
- Üdülések
- Pályázatok kiírása

## Jelentősebb programjai
- Családszervezetek konferenciája
- Vezetőképzők
- Babaköszöntő
- Őszi Találkozó
- Családkongresszus
- regionális találkozók
- gyermeknapok
- Anyák napja
- Házasság Hete

## Elnökei
- Lindmayer József 1987-1990
- dr. Brückner Huba (1990-1992)
- Benkő Ágota (1992-2000)
- Márki László (2000-2004)
- Katona Sándor (2004-2006)
- Dr. Szabó Endre (2006-2010)
- Székely Hajnalka (2010-2016)
- Kardosné Gyurkó Katalin (2016 - 2024) [2]
- Herbert Gábor (2024-től)

## Alapítványai
A NOE alapítványai az Otthon Segítünk Alapítvány és a Családjainkért Alapítvány.

## Kiadványai
NOE levelek című kiadványa 11 ezer példányban jelenik meg 36+4 oldalon.